# Dipeptidilna peptidaza I
Dipeptidilna peptidaza I (EC 3.4.14.1, katepsin C, dipeptidilna aminopeptidaza I, dipeptidilna transferaza, katepsin C, dipeptidilna transferaza, dipeptidna arilamidaza I, DAP I) je enzim. Ovaj enzim katalizuje sledeću hemijsku reakciju
Odvajanje N-terminalnog dipeptida, Xaa-Yaa-Zaa-, izuzev kad je Xaa: Arg ili Lys, ili je Yaa: Zaa ili Pro
Ovaj enzim je zavistan od jona Cl-.

## Spoljašnje veze
- Dipeptidyl-peptidase+I на 